# La Meilleraie-Tillay
La Meilleraie-Tillay är en kommun i departementet Vendée i regionen Pays de la Loire i västra Frankrike. Kommunen ligger i kantonen Pouzauges som tillhör arrondissementet Fontenay-le-Comte. År 2022 hade La Meilleraie-Tillay 1 489 invånare.

## Befolkningsutveckling
Antalet invånare i kommunen La Meilleraie-Tillay
| Referens: INSEE |